# Turnham Green (London Underground)

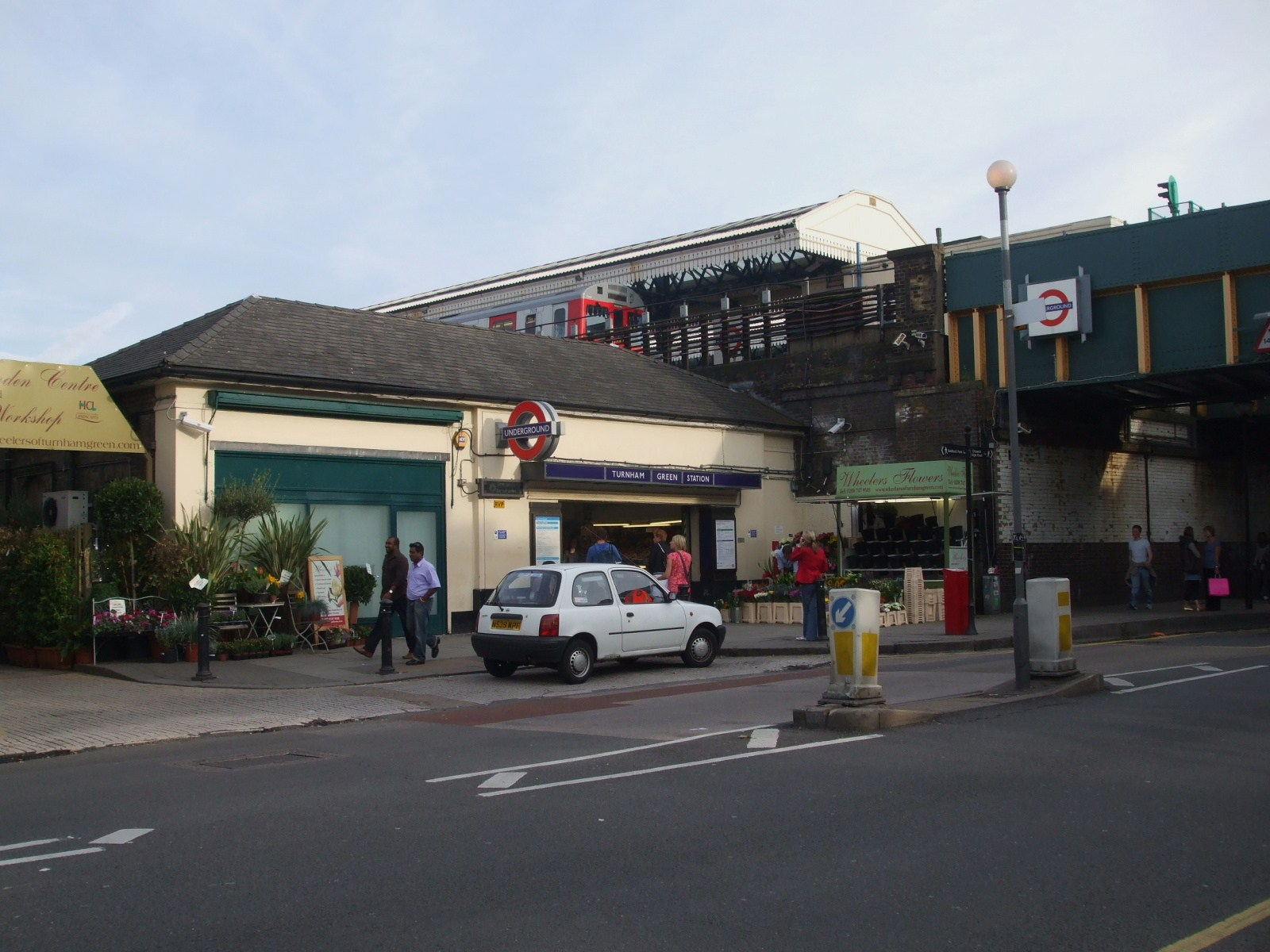
Stationsgebäude

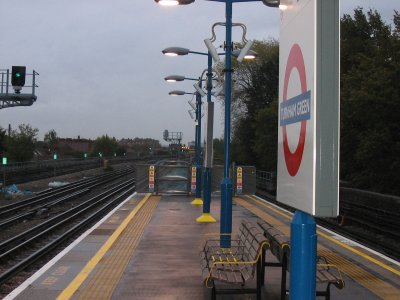
Bahnsteig

Turnham Green ist eine oberirdische Station der London Underground im Stadtbezirk London Borough of Hounslow. Sie liegt an der Turnham Green Terrace, an der Grenze der Travelcard-Tarifzonen 2 und 3. Hier verkehren Züge der District Line (ganztägig) und der Piccadilly Line (am frühen Morgen und am späten Abend). Im Jahr 2014 nutzten 6,46 Millionen Fahrgäste die Station.

## Geschichte
Die London and South Western Railway (L&SWR) nahm am 1. Januar 1869 eine Eisenbahnlinie in Betrieb, die bei der Addison Road (heute Kensington (Olympia)) von der West London Line abzweigte und nach Richmond führte. Am selben Tag wurde auch der Bahnhof Turnham Green eröffnet. Die Metropolitan District Railway (MDR; Vorgängergesellschaft der District Line) baute eine Verbindungsstrecke von der damaligen Endstation Hammersmith zu den L&SWR-Gleisen knapp östlich von Ravenscourt Park. Am 1. Juni 1877 verkehrten erstmals U-Bahnen der MDR, genau vier Monate später folgte die Metropolitan Railway (MR; heutige Metropolitan Line) diesem Beispiel.
Ab dem 1. Februar 1894 verkehrten auch Vorortzüge der Great Western Railway (GWR) auf der Strecke, die nun von vier verschiedenen Gesellschaften genutzt wurde. Nach der Elektrifizierung der MDR-Strecke nördlich von Acton Town im Jahr 1903 finanzierte die MDR die Elektrifizierung des Abschnitts über Turnham Green, die am 1. Juli 1905 abgeschlossen war. Züge von L&SWR, MR und GWR verkehrten weiterhin mit Dampflokomotiven.
Die MR zog sich am 31. Dezember 1906 zurück, die GWR genau vier Jahre später. Die L&SWR, die 1911 noch parallel verlaufende Gleise für den nichtelektrischen Verkehr gebaut hatte, musste sich schließlich am 3. Juni 1916 ebenfalls der U-Bahn-Konkurrenz beugen. Als die Piccadilly Line am 4. Juli 1932 von Hammersmith aus in Richtung Westen verlängert wurde, kamen deren Gleise zwischen jene der District Line zu liegen. Züge der Piccadilly Line passierten die Station Turnham Green zunächst ohne Halt. Seit dem 23. Juni 1963 halten sie jeweils vor und nach Betriebsschluss.
Die Station wird, ebenso wie Turnpike Lane, im Song Junkie Doll von Mark Knopfler erwähnt, das auf dessen Album Sailing to Philadelphia erschienen ist.